# Николай Пловдивски
Николай е български православен духовник, Пловдивски митрополит (от 2007), както и Знеполски епископ в периода (2001 – 2007).

## Биография
Роден е на 19 юли 1969 година в София със светското име Николай Методиев Севастиянов. Баща му е милиционер, който по-късно оглавява взвод в Специалното поделение за борба с тероризма при Шесто управление на Държавна сигурност. Николай Севастиянов завършва гимназия в София и двугодишен паралелен курс в Софийската духовна семинария „Свети Йоан Рилски“. Отбива военната си служба в Нова Загора в свързочния полк, специалност радист.
След дипломирането си в Богословския факултет на Софийския университет „Свети Климент Охридски“ продължава обучението си в Московската духовна академия, където получава научната степен „кандидат на богословските науки.“
Подстриган е в монашество във Враца на 6 декември 1990 година от митрополит Калиник Врачански. Старец му става викарият на Врачанската митрополия епископ Игнатий Знеполски. На 17 май 1993 година е ръкоположен за йеромонах от Българския патриарх и Софийски митрополит Максим. Служи като ефимерий и преподавател в Софийската семинария. На 29 юни 1993 г. е възведен в архимандритско достойнство. След това служи като протосингел на Софийската митрополия. След смъртта на викарния епископ на Западно и средноевропейската епархия епископ Авенир Знеполски, на 7 юли 2001 година архимандрит Николай е хиротонисан в епископски сан с титлата Знеполски и е назначен за викарий на Софийския митрополит.
На 8 май 2006 година Николай Знеполски подава молба до Светия Синод за освобождаването си от поста викарий на Софийския митрополит, в отговор на решение на Светия Синод, с което от епископите на БПЦ се изисква да предоставят писмени доклади за своята дейност. Оставката е отхвърлена.
На 4 февруари 2007 година Николай Знеполски е избран за Пловдивски митрополит, а е утвърден на тази длъжност от Светия синод на 11 февруари 2007 година с 14 гласа „за“ и две недействителни бюлетини: тази на митрополит Натанаил (бяла бюлетина) и Игнатий, който написва името на Николай, но не се подписва. Преди утвърждаването му, медиите тиражират мнението, че изборът му за Пловдивски митрополит е предрешен, тъй като основният му подгласник, епископ Теодосий Деволски няма необходимото образование за длъжността. Митрополит Кирил Варненски противопоставя опита и възрастта на Теодисий срещу законовите изисквания за образователно ниво,, но директорът на Дирекция „Вероизповедания“, Иван Желев потвърждава изискването на Устава на БПЦ за висше богословско образование за поста митрополит.

## Отзиви за избирането му за митрополит

### Официални
- Министър-председателят упълномощава Правителствената информационна служба да разпространи становището му, че приветственото слово [11] на директора на Дирекцията по вероизповеданията в Министерския съвет след избора в неделя не отразява официалната политика на правителството. То неотклонно е водено от разбирането за ненамеса на държавата в делата на църквата и толерантност към всички религии, е позицията на министър-председателя. Директорът на дирекцията не е бил упълномощаван от никого да прави подобни изказвания, с които се внася сянка в добрите взаимоотношения между Българската православна църква и изпълнителната власт.[12]
- На 17 февруари 2007 г. (събота) дядо Николай е посрещнат от свещеници от епархията на входа на Пловдив. Те го придружават до пл. „Централен“, където е посрещнат от стотици пловдивчани. Приветствия му поднасят кметът Иван Чомаков, областният управител Тодор Петков, министърът на транспорта Петър Мутафчиев, духовници, представители на Светия синод и граждани. Дядо Николай благословява жителите на епархията и след това повежда литийно шествие с икони и знамена по главната пешеходна улица, което завършва в катедралния храм „Св. Богородица“, където отслужва вечерна служба. В неделя, 18 февруари, когато е източноправославният празник Неделя Сиропусна (Сирни заговезни) и е денят за взаимно опрощаване, дядо Николай ще отслужи и първата си Света Златоустова литургия. [13]
- На 18 февруари 2007 г. митрополит Николай дава в ресторанта на хотел „Санкт Петербург“ обяд за духовниците и кметовете от Пловдивска околия. Домакин на събитието е пловдивският олигарх Георги Гергов. Поканени са и висшите духовници от основните религиозни общности в града. Всички поканени уважават митрополита и половин час преди пристигането му го чакат пред ресторанта. Мюфтията на Пловдив Хасан Али дарява новия пловдивски митрополит Николай с Корана, преведен на български, а от духовния пастир на арменците в Пловдив Протопрезвитер Кеворк Хачерян получава икона на свети Николай. С епископа на Софийско-Пловдивската католическа епархия монсеньор Георги Йовчев даже си разменят целувки. [14][15] На официалния обяд владиката иска прошка от присъстващите с думите: „Изпросвам прошка от вас, които съм оскърбил с дума, дело или промисъл. Моля за опрощение, като ви уверявам, че на всички всичко съм простил.“[16].
Архиепископ Джузепе Леанца, посланик на Ватикана в България, е изпратил поздравително писмо.[17].

### Медийни
- Чрез открито писмо, разпространено в сайта Двери. БГ [18] и последвало интервю за сайта Православие. БГ [19], бившият посланик на Република България при Светия престол доц. Владимир Градев нарича проявата на епископ Николай по време на официалното посещение на Папа Йоан Павел II „безсмислен и обиден и за двете страни акт“ и припомня още един съществен момент от периода, през който епископ Николай беше викарий на Софийския митрополит – опелото на убития Илия Павлов, извършено в столичния храм Света Неделя преди няколко години, в присъствието на повечето митрополити на БПЦ и пълния състав на висшето ръководство на български масонски ложи, по време на което в православния храм е бил извършен масонски ритуал.
- „Ние, католиците, сме широко отворени към новия владика и ще му съдействаме, но не зная как с тези изказвания ще направи по-силна Православната църква“, казва кметът на гр. Раковски Франц Коков. Там 70% от хората са католици. „Всеки ще стане възрастен и болен, не бива да се присмиваме“, коментира кметът думите на Николай, че папа Йоан-Павел II физически не би могъл да проникне в олтара на „Св. Александър Невски“.
- Кметът на Пловдив Иван Чомаков, който е римокатолик, отказва да говори за митрополита. Впоследствие пловдивският кмет казва: „Всеки един човек трябва да има сила да прощава, но и да има сила и да се извинява. Мисля, че не трябва да акцентираме събитията на тези думи, винаги съм вярвал в доброто бъдеще.“[20]
- „Това не е официалният глас на Св. Синод, затова няма да занимавам Ватикана, нито ще искам среща с архиереите на Българската православна църква. Митрополит Николай си поема личната отговорност и аз няма да вляза в подобни разправии“, заявява на 13 февруари 2007 г. папският нунций в София Джузепе Леанца.[21]
- Вестник „Стандарт“ в статия от 16 февруари 2007 пише, че професорът във Философския факултет на Софийския университет „Св. Климент Охридски“ д-р Иван Калчев (католик) и отец Камен Бараков (разколник) са обявили митрополит Николай за психичноболен в ефира на bTV. („Тази сутрин“, 14 февруари 2007 г., 08:30 ч.) Още, че според Богдан Кръстев, президент на фондация „Св. Архангел Михаил“, новият пловдивски владика е бил лекуван в психиатричната болница на 4-ти километър в София като младеж. Този факт бил излязъл наяве във връзка със съборена плоча на Васил Левски в църквата „Св. Петка“ преди години. Фондацията направила проверка и следите я отвели в клиника „Св. Наум“, където се натъкнала на данните за лечение на Николай Севастиянов, бъдещ пловдивски митрополит. В същото предаване Иван Калчев нарича дядо Николай „ултра-консервативен“ и „ретрограден.“ „Нека ме калят, аз няма да хвърлям кал по никого“, бил отговорът на митрополит Николай.[22]
- През 2008 година в пресата се появиха статии за подарени на Пловдивския митрополит луксозни лимузини и джипове от страна на бизнесмени като Тодор Батков.
- През октомври 2008 г. митрополит Николай порица кърджалийския свещеник Петър Гарена за това, че при посещение на премиера Сергей Станишев, свещеникът се е обърнал към него с думите „Господин премиер, Вие сте пич!“. Впоследствие Петър Гарена написа покайно писмо до владиката и получи опрощение от него.

## Спорни прояви
На 21 януари 2002 година по време на тържествена служба в софийската катедрала „Света Неделя“ за имения ден на патриарх Максим, на която е поканен папският нунций архиепископ Антонио Менини, свещеникът от храма поднася на архиепископ Менини стол встрани от царския трон като на височайш гост. Епископ Николай измъква предназначения за монсеньора стол и го принуждава да стои прав по време на литургията.
На 14 февруари 2007 година митрополит Николай в интервю на живо за предаването „Тази сутрин“ на bTV нарича папа Йоан Павел II и неговите кардинали еретици, като заявява „Това, което направих, е да вляза в Светия олтар на „Свети Александър Невски“ заедно с няколко свещеници, за да не позволя да бъде нарушен свещеният канон, а именно еретик да влезе в Светая светих, в Светия олтар на православен храм, защото след това той се счита за осквернен и би трябвало отново да се освещава.“ На въпроса „…за вас папата е еретик…?“ митрополит Николай отговаря „Ами, щом като изповядва друг символ на вярата, църквата го е определила, не аз го наричам така, аз го наричам, защото каноните го определят като такъв.“
През 2007 г. по повод на обявената кандидатура на отец Боян Саръев за кметското място в Кърджали, митрополит Николай отказва да даде благословение за явяване на кметски избори на свещеника. Мотивът е изрична забрана в Устава на БПЦ. По този повод екип на телевизия СКАТ влиза в сградата на Пловдивска митрополия и демонстративно връчва на митрополита турски фес. Събитието е заснето и излъчено в предаване на телевизията. По този повод пловдивски свещеници написват писмо до медиите, с което подкрепят владиката.
През декември 2008 г. след пререкания с юристи по повод дискутиран член от проекто-устава на БПЦ, митрополит Николай Пловдивски демонстративно напуска третата сесия на Шестия църковно-народен събор. Поведението му е порицано от останалите архиереи, които дори включват забележка към него в официалните решения на Събора. Митрополит Николай реагира с отворено писмо до патриарх Максим, в което настоява да бъде отменено решението за забележката като неканонично.
В края на 2008 г., митрополит Николай по време на литургия в храм „Свети Георги Победоносец“ в Кърджали, критикува присъединяването на България към Европейския съюз, заявявайки „За какво ни беше интеграцията в Европа – за да не можем да забраним гей парадите, парадите на разврата в градовете?“. Митрополитът се обявява и против правната регулация на съвместното съжителство, коментирайки проекта за нов Семеен кодекс, така – „Въвежда нова форма на съвместното съжителство – с други думи, блудството и прелюбодеянието се узаконява от българската държава и от закона“.
През месец август 2009 г., митрополит Николай многократно се обявява против провеждането на планирания за 29 август концерт на певицата Мадона в София. Николай заявява: „Свещен дълг на църквата е да посочи и да предпази верния народ от греха, изкушението и съблазънта. Поведението на въпросната певица е скандално и неморално. Съвпадението на концерта ѝ в България с деня, в който Светата църква възпоменава отсичането на главата на Свети Йоан Кръстител, е кощунство“. На 6 септември същата година, след заупокойна молитва за удавилите се 15 български граждани във водите на Охридското езеро, митрополит Николай заявява, че трагедията може би е Божие наказание, заради масовото падение на нравите, едно от проявленията на които е състоялият се концерт на Мадона, аргументирайки се с думите: „Дали нашето неразумие, което води до грехове, не е първопричината за божия гняв?“. Това изказване предизвиква редица дискусии и критики към Българската православна църква.
На 6 септември 2010 г. митрополит Николай остро критикува проведения три месеца по-рано София прайд 2010 и с думите:
| „ | Задача на Църквата е, освен това, да насърчава тези, които се опълчват срещу злото и застават редом с нея в защита на извечните нравствени християнски ценности. | “ |

Митрополитът награждава кмета на Пазарджик Тодор Попов и прокурора от градската окръжна прокуратура Стефан Янев, с най-високото отличие на Пловдивската епархия – ордена „Свети Апостол Ерм“. Двата ордена са връчени за приемането и отстояването на член 14 от приетата в края на 2009 г. нова Наредба за обществения ред в Пазарджик, който гласи: „Забранява се публично демонстриране и изразяване на сексуална и други ориентация на обществени места“. По-късно този член е отменен от Административния съд в Пазарджик, след протести на българската ЛГБТ общност до Комисията за защита от дискриминация, Омбудсмана на Република България и Върховната административна прокуратура, които постановяват, че член 14 дискриминира хората с нехетеросексуална ориентация.
През февруари 2022 г. в свое публично изявление по повод планове за увеличаване на капацитета на крематориума в Пловдив, митрополит Николай заявява:
| „ | [...] Изгаряйки телата на нашите близки, ние практически се отричаме от тях! Това е кощунство и спрямо мъртвите, и спрямо живите! Кощунство е, защото тялото на християнина, живо или бездиханно, е храм на Светия Дух (1. Кор. 6:19), храм на живия Бог (2. Кор. 6:16) и с него не може да се прави каквото е угодно или удобно някому. Не може то да се осакатява приживе или изгаря след смъртта. С тялото на човека, създадено по Божий образ и подобие, трябва да се отнасяме с благоговение и свещен трепет. Към тези, които биха дръзнали да изгорят храм, или дори една икона, ние справедливо бихме се отнесли с презрение и бихме определили, че кощунстват и поругават Бога. Питам, не е ли още по-голямо кощунство да посегнеш на храма на живия Бог – човешкото тяло. Свети апостол Павел ни предупреждава, че „който разори Божия храм, него Бог ще разори“ (1Кор.3:17), се отнася в пълна степен и в пълна мяра и за онези, които поругават или допускат да бъдат поругавани човешките тела след смъртта им. [...] | “ |